# آشیکاگا یوشی‌هارو

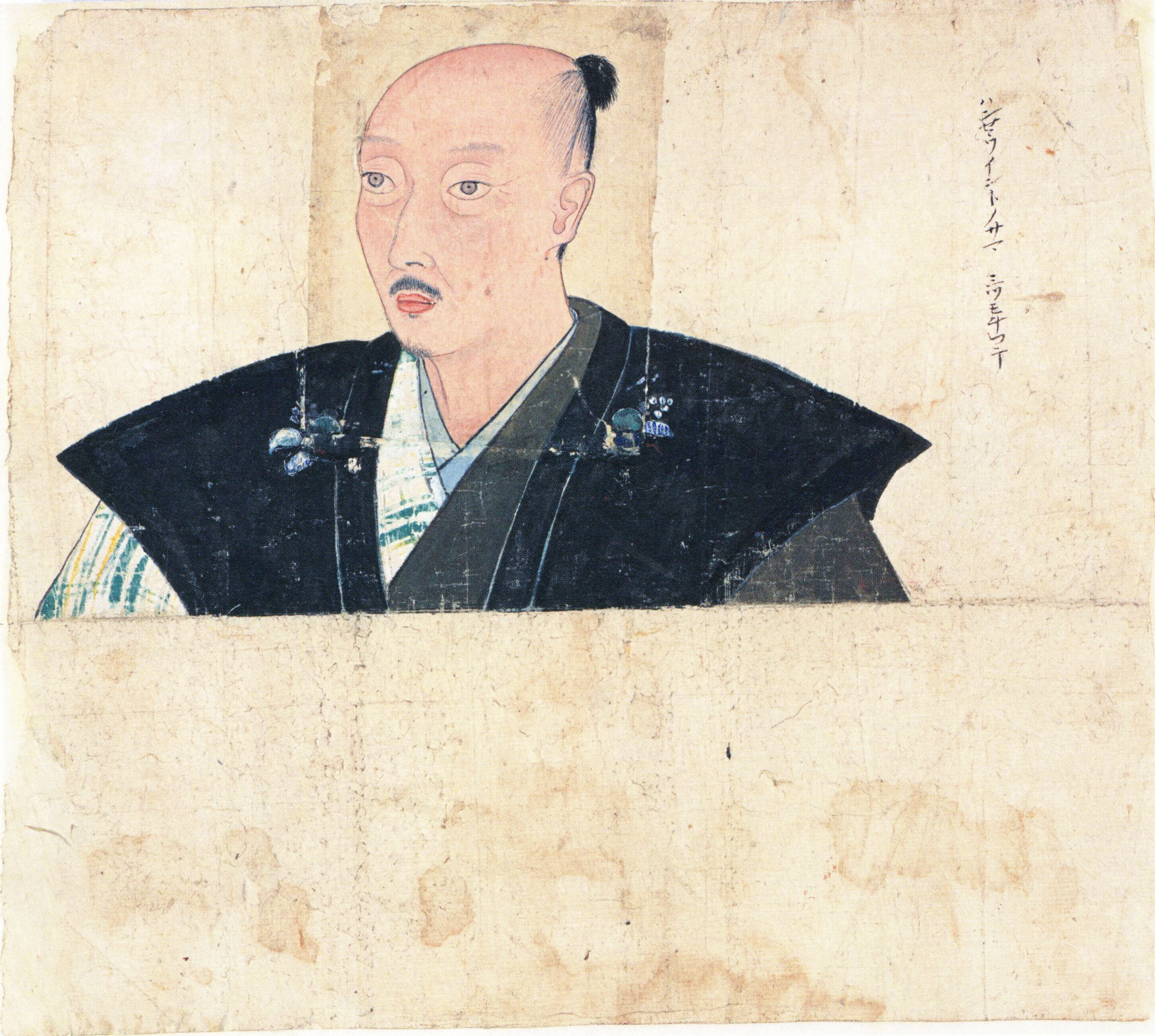
آشیکاگا یوشی‌هارو

آشیکاگا یوشی‌هارو (به ژاپنی: 足利義晴 Ashikaga Yoshiharu) (تولد ۲ آوریل ۱۵۱۱ – مرگ ۲۰ مه ۱۵۵۰) دوازدهمین شوگون از شوگون‌سالاری آشیکاگا بود. او از سال ۱۵۲۱ تا ۱۵۴۶ در اواخر دوره موروماچی در ژاپن این سمت را برعهده داشت.
فاقد هرگونه قدرت سیاسی بود و به‌طور مکرر مجبور به خروج از پایتخت کیوتو شد، یوشی‌هارو در سال ۱۵۴۶ به دلیل یک مبارزه سیاسی بین میوشی ناگایوشی و هوسوکاوا هاروموتو بازنشسته شد و پسرش آشیکاگا یوشی‌ترو سیزدهمین شوگان شد.
۲۰ مه ۱۵۵۰، (سال ۱۹ تنبون)، روز چهارم از ماه پنج): یوشی‌هارو درگذشت.
در سال ۱۵۶۸: با حمایت اودا نوبوناگا، پسر کوچکترش آشیکاگا یوشی‌آکی پانزدهمین و آخرین شوگون شد.